# Emperor (album)
Emperor – minialbum norweskiego zespołu black metalowego Emperor wydany w maju 1993 roku przez wytwórnię płytową Candlelight Records. W czerwcu tego samrgo roku ukazał się split Emperor/Hordanes Land, na którym znalazły się kompozycje z tego albumu wraz z utworami z minialbumu Hordanes Land grupy Enslaved.

## Lista utworów
| Nr | Tytuł utworu                            | Długość |
| -- | --------------------------------------- | ------- |
| 1. | „I Am the Black Wizards”                | 6:24    |
| 2. | „Wrath of the Tyrant”                   | 4:15    |
| 3. | „Night of the Graveless Souls”          | 3:14    |
| 4. | „Cosmic Keys to My Creations and Times” | 6:22    |
|    |                                         | 20:15   |

## Twórcy
- Ihsahn – śpiew, gitara, instrumenty klawiszowe
- Samoth – gitara
- Mortiis – gitara basowa
- Faust – instrumenty perkusyjne